# Teatro Circo de Albacete
El Teatro Circo es un espacio escénico de la ciudad española de Albacete, declarado Bien de Interés Cultural con la categoría de monumento. Es actualmente el Teatro Circo con la doble funcionalidad de teatro y circo más antiguo del mundo.
Inaugurado en el siglo XIX, es el teatro circo operativo más antiguo del mundo y el único teatro de España que mantiene una doble funcionalidad escénica y estructural tanto para teatro como para espectáculos circenses. En su seno se celebra cada año el Festival Internacional de Circo de Albacete, uno de los más prestigiosos del mundo.
Posee una tercera funcionalidad como ópera, siendo miembro de Ópera XXI, la Asociación de Teatros, Festivales y Temporadas Estables de Ópera en España. Cuenta con un aforo cercano a las 1000 localidades.
Su estilo europeo de columnas y estructura de hierro se combina con el árabe de sus arquerías. Además, la cúpula del coliseo es una representación del cielo nocturno donde se contemplan las constelaciones y las estrellas.

## Historia
En 1886 se creó en Albacete la Sociedad del Teatro Circo cuyo propósito era la creación y construcción de un recinto estable en la ciudad, y cuyo trabajo concluyó con la inauguración el 7 de septiembre de 1887 del Teatro Circo de Albacete con capacidad para más de 1000 personas con la representación de la zarzuela del maestro Barbieri El diablo en el poder.
Construido en estilo neomudéjar, fue reformado en varias ocasiones, siendo la reforma más importante la llevada a cabo en 1919 con la modificación del patio de butacas. En esta reforma se construyeron los palcos principales, se instaló la calefacción además de algunos ornamentos como un cielo raso en la techumbre de la sala principal.
Más tarde, en 1924 fueron ampliadas las instalaciones para acoger el Ateneo Albacetense, celebrándose en el edificio todo tipo de representaciones teatrales, así como sesiones de cine.
En 1985 el Teatro Circo cerró sus puertas, siendo adquirido en junio de 1993 por el Ayuntamiento de Albacete como patrimonio público. Las obras de rehabilitación comenzaron en julio de 1999, siendo dirigidas por los arquitectos Emilio Sánchez García, Juan Caballero González y Carlos Campos. Finalmente el Teatro Circo fue reinaugurado el 9 de septiembre de 2002 por la reina de España Sofía, entre otras muchas personalidades, con la representación de la obra Fuenteovejuna del Ballet Nacional de España.
En el 125 aniversario del complejo escénico, la Asociación de Amigos de los Teatros de España (AMITE) presentó ante el Ministerio de Educación, Cultura y Deportes una solicitud de declaración del Teatro Circo de Albacete como bien de interés cultural de España, en la categoría de monumento.

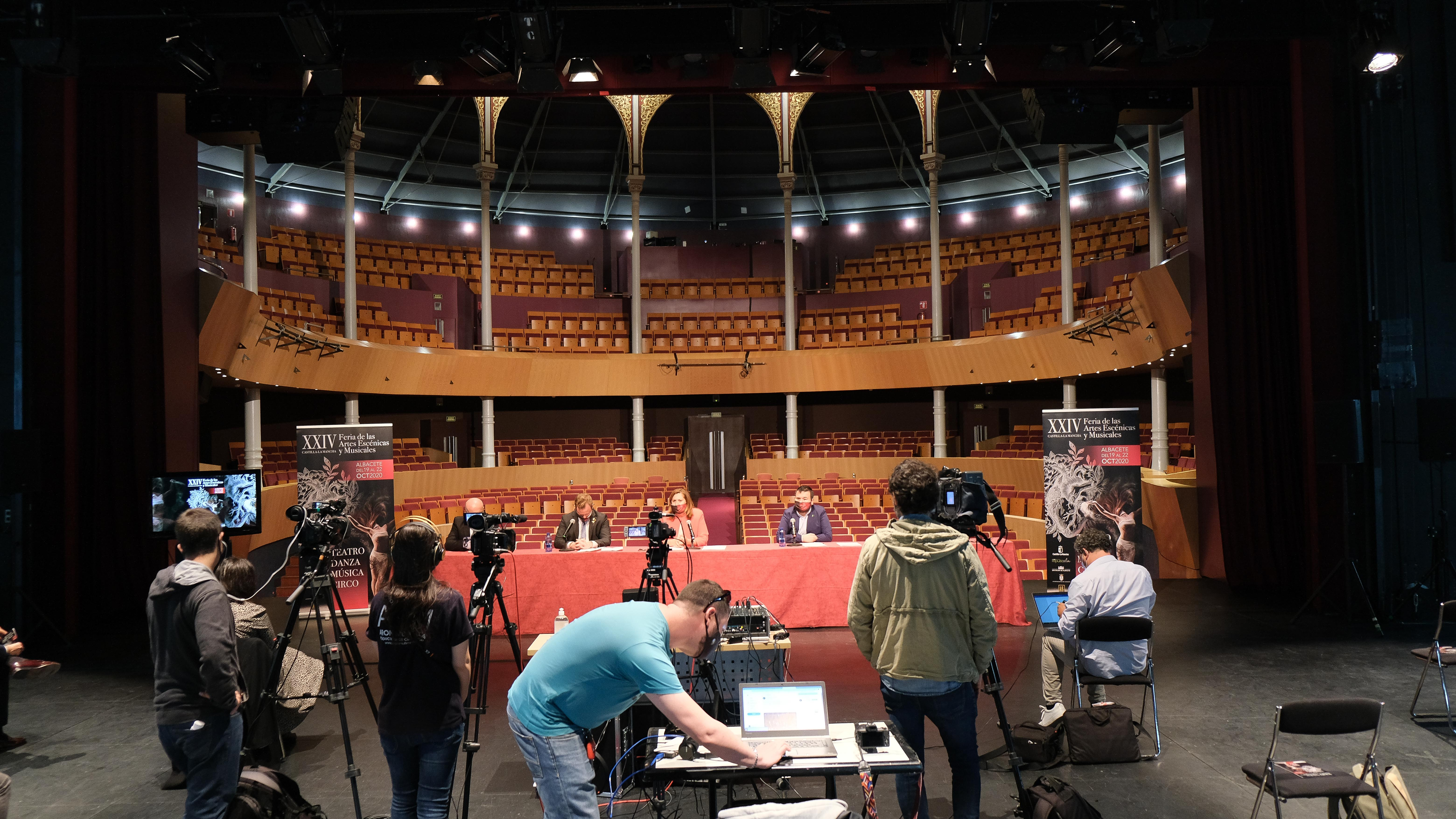
Presentación de la Feria de Artes Escénicas de Castilla-La Mancha en el interior del teatro (2020)

El 18 de julio de 2013 el teatro fue finalmente declarado Bien de Interés Cultural con la categoría de monumento. Aún hoy el Teatro Circo mantiene una doble capacidad escénica (teatro y circo), siendo uno de los seis teatros circos del siglo XIX existentes en el mundo (entre otros, el Coliseo Dos Recreios de Lisboa, el Cirque D'Hiver de París  o el Teatro Bolshói de Moscú).
Investigaciones realizadas por el profesor titular de la Universidad Rey Juan Carlos de Madrid y presidente de Amigos de los Teatros Históricos de España (AMIThE), Javier López-Galiacho, han desvelado que el Teatro Circo de Albacete de 1887 es el teatro circo operativo más antiguo del mundo (gana por cuatro meses al Teatro Carré de Ámsterdam) y el más singular, por sus arquerías neoárabes de estilo nazarí, únicas en todos los teatros de Europa.
El 25 de marzo de 2021 el Ayuntamiento de Albacete, a petición de AMIThE, aprobó en el pleno municipal una declaración institucional por la que solicita al Gobierno de España que inicie los trámites para su declaración por la Unesco  como Patrimonio Mundial de la Humanidad.
En noviembre de 2023 obtuvo el primer sello de "Teatro Histórico de España" que certifica AMIThE

## Descripción

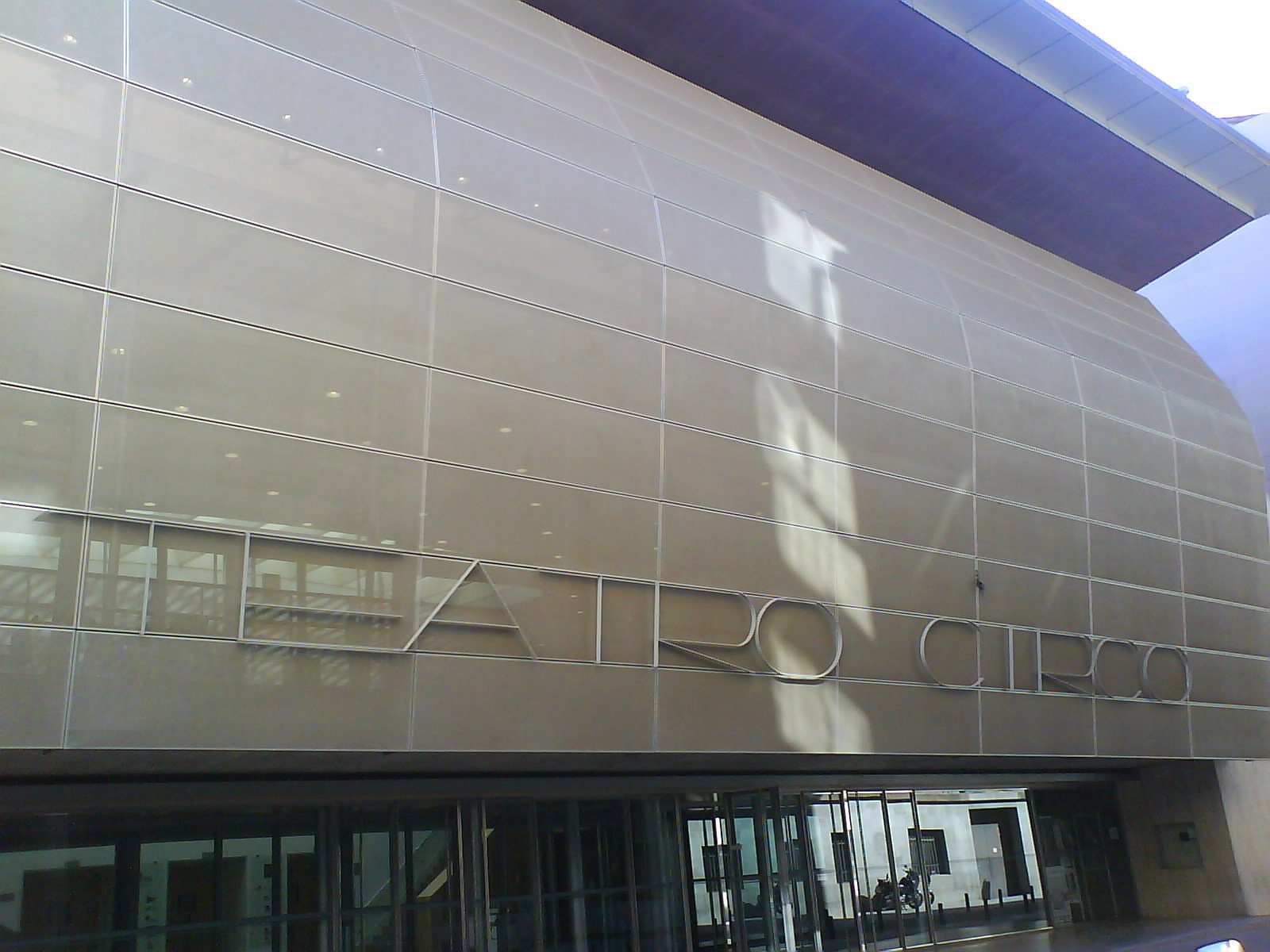
Fachada sur del Teatro Circo de Albacete

El Teatro Circo está situado en la ciudad de Albacete. Se encuentra localizado entre las calles Isaac Peral, a la que da su fachada principal, y Carcelén (fachada trasera), en una zona que forma parte del núcleo central del actual casco urbano de Albacete, destacando su proximidad a espacios emblemáticos de la ciudad como la plaza del Altozano o el edificio de la Diputación.
Fue inaugurado por primera vez en el año 1887 y constituyó el primer y durante muchos años, único ejemplo de edificio con fines lúdicos y culturales construido ex novo con que contó la, entonces incipiente, ciudad de Albacete.
La singularidad del edificio proyectado se basa en la dualidad de su espacio, proyectado tanto para representaciones teatrales como circenses. Su doble función de Teatro y Circo, obligó a los arquitectos a resolver los problemas que esto generaba, tanto para los espectadores como para la caja escénica. Así, se diseñó un espacio en forma de herradura, con un patio de butacas de acceso central y dos laterales rodeado de palcos, platea y dos pisos escalonados de anfiteatro corrido, orientándose la sala tanto hacia el escenario como hacia el patio de butacas, el cual se convertía en pista de circo cuando se requería.
Desde el punto de vista constructivo, el edificio incorpora soluciones técnicas novedosas para la época, como es el empleo de materiales como el hierro, introducido en España apenas una década antes por grandes figuras de la arquitectura como Eiffelo Horeau, y cuya utilización permitió la construcción de una compleja estructura en menos de un año, que ofrecía otra serie de ventajas, como el aumento de altura que permitía ampliar el aforo mediante el empleo de columnas de este material, o el poder ser revestido fácilmente de cualquier estilo artístico.
Desde el punto de vista artístico, la segunda mitad del siglo XIX se caracteriza por las corrientes que preconizaban la revalorización del historicismo, mediante la reproducción de las características de diferentes estilos constructivos, como el medieval, el islámico o el renacentista. En este sentido cabe destacar la decoración interior del Teatro Circo, de estilo neoárabe, inspirada en la Alhambra de Granada, destacando el empleo de arcos de herradura y la decoración a base de elementos geométricos, yeserías de ataurique entre las columnas como parte de un falso arco y junto a ellas motivos que reproducen la escritura cúfica propia del arte musulmán. Esta decoración, posteriormente cegada durante las sucesivas reformas, fue recuperada en la última rehabilitación del Teatro Circo, como una de las características más relevantes de su fisonomía original.

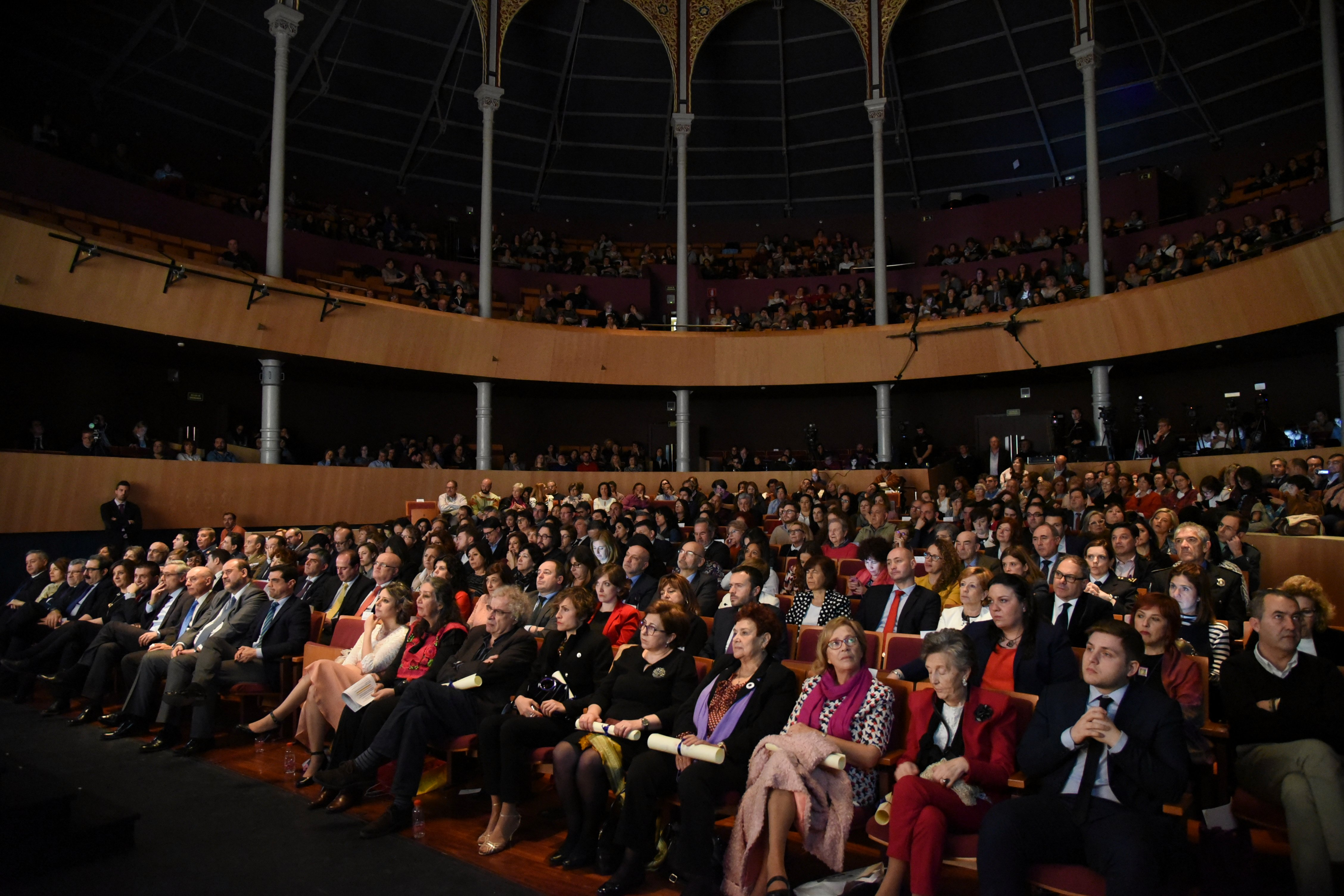
Vista de las gradas del coliseo albaceteño

El cuerpo central del actual edificio del Teatro Circo, objeto de la declaración que nos ocupa, representa la estructura y configuración primigenia del mismo, en la que se recupera la tipología específica que caracterizó el edificio por su doble función de teatro y circo, y donde están presentes los elementos más representativos de su morfología original, desde los pilares de fundición y la estructura metálica de su cubierta, representativa de los avances de la construcción en la época en que se realizó el edificio (1887), hasta la ornamentación neo-árabe de sus arcos de herradura, elementos que fueron recuperados y/o reproducidos en la última rehabilitación del Teatro-Circo, llevada a cabo entre los años 1999-2002.
El citado cuerpo central del Teatro Circo incluye las siguientes partes o componentes:
- Sala o patio de butacas (en forma de herradura). La organización de la platea viene condicionada por la estructura necesaria para la convertibilidad de la misma en pista de actuaciones circenses o escenario central, de manera que se dispone un sistema de butacas en dos niveles, el central desmontable y almacenable bajo la propia platea, mediante un sistema de "carras", que utilizan la plataforma móvil del foso de orquesta para su desplazamiento en vertical.
- Antigua zona de palcos de platea: recuperada en la rehabilitación de 1999-2002, mejorando las condiciones de visibilidad de las localidades al aumentar su altura respecto al patio de butacas.
- Primer y segundo nivel de anfiteatro corrido, estableciendo la disposición de localidades en base al aprovechamiento de los puntos de mejor visión, poniendo los puntos de acceso en relación con la ubicación de los pilares de fundición correspondientes a la estructura original, recuperados en la rehabilitación.
- Estructura original, que incluye los pilares de fundición, rematados en arcos de medio punto, donde se reproduce la decoración original del Teatro-Circo, y la estructura metálica de cubierta, aunque sin función portante. La decoración neo-árabe del edificio original, que constituía uno de los referentes históricos del edificio, realizada a base de elementos geométricos, yeserías de ataurique entre las columnas como parte de un falso arco y junto a ellas motivos que reproducen la escritura cúfica propia del arte musulmán.

## Arquitectura

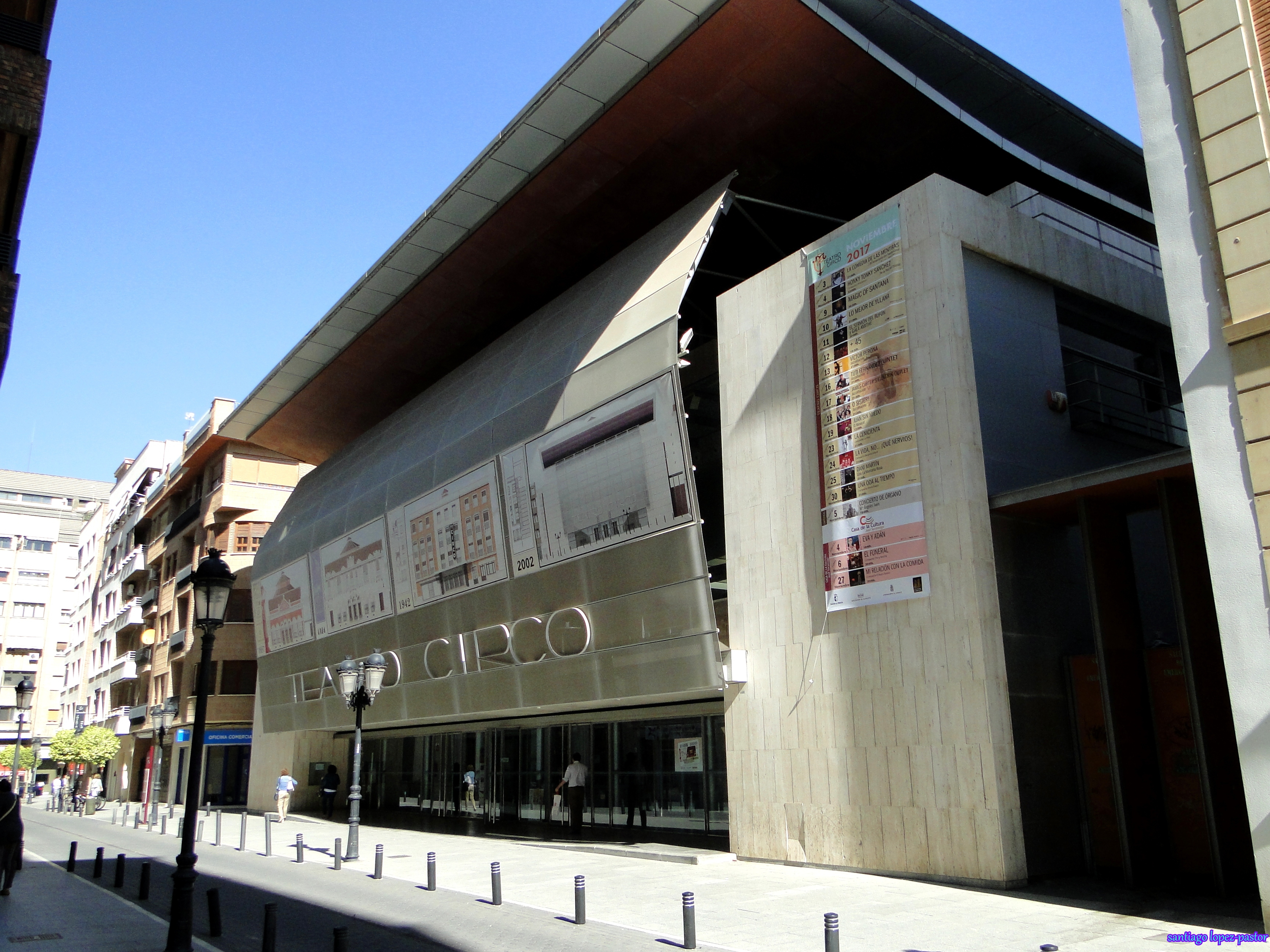
Entrada principal del Teatro Circo de Albacete

La arquitectura empleada en el edificio que alberga el Teatro Circo integra el estilo europeo en columnas y estructura de hierro con el árabe de sus arquerías.

## Aforo
El coliseo albaceteño cuenta con 943 localidades en total, 428 localidades en zona A (compuesta por 262 asientos en el patio de butacas, 110 en la platea central y 64 en el anfiteatro I central), 246 localidades en zona B, 261 localidades con visibilidad reducida y 8 localidades para minusválidos.

## Situación y accesos
El Teatro Circo se encuentra en la calle Isaac Peral, muy cerca de la plaza del Altozano, el Palacio de la Diputación Provincial de Albacete, al Palacio del Tribunal Superior de Justicia de Castilla-La Mancha, o el Museo Municipal de Albacete.
Transporte público
En autobús urbano, se puede acceder al Teatro Circo mediante las siguientes líneas: 
| Líneas de autobús urbano de Albacete               | Líneas de autobús urbano de Albacete | Líneas de autobús urbano de Albacete                              | Líneas de autobús urbano de Albacete |
| Línea                                              | Estación más próxima                 | Recorrido                                                         | Frecuencia media (laborables)        |
| -------------------------------------------------- | ------------------------------------ | ----------------------------------------------------------------- | ------------------------------------ |
| (Campus UCLM-Vereda)                               | C/ San Agustín                       | Recorrido Archivado el 1 de noviembre de 2014 en Wayback Machine. | 12-18 minutos                        |
| (Pedro Lamata-Cañicas-Centro Comercial Imaginalia) | C/ San Agustín                       | Recorrido Archivado el 17 de abril de 2014 en Wayback Machine.    | 11-22 minutos                        |
| (Campus UCLM-Hospital del Perpetuo Socorro)        | C/ Martínez Villena                  | Recorrido Archivado el 22 de febrero de 2014 en Wayback Machine.  | 12-18 minutos                        |